# Myrmecoris gracilis
Myrmecoris gracilis är en insektsart som först beskrevs av R. F. Sahlberg 1848.  Myrmecoris gracilis ingår i släktet Myrmecoris, och familjen ängsskinnbaggar. Arten är reproducerande i Sverige.

## Bildgalleri

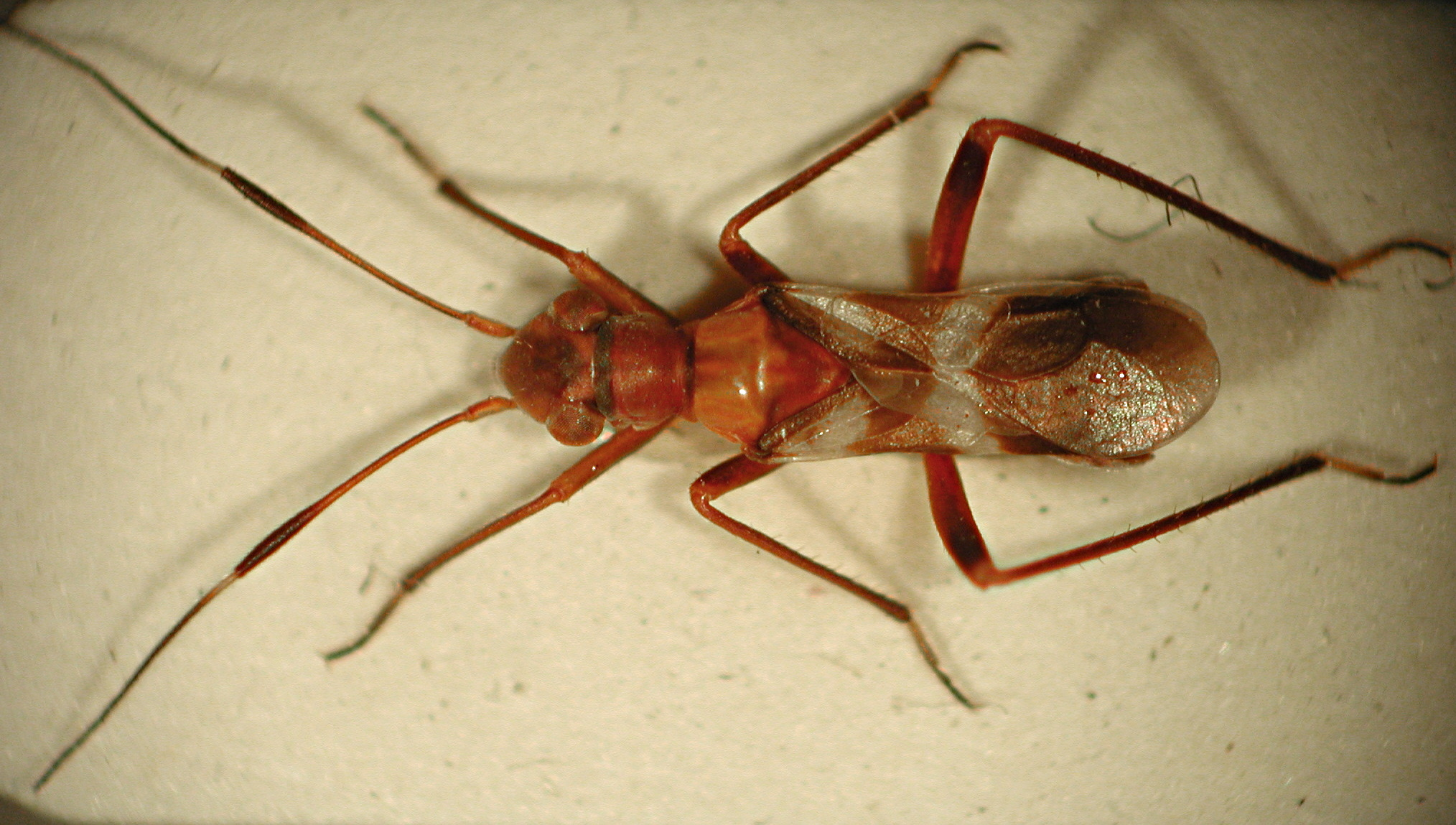
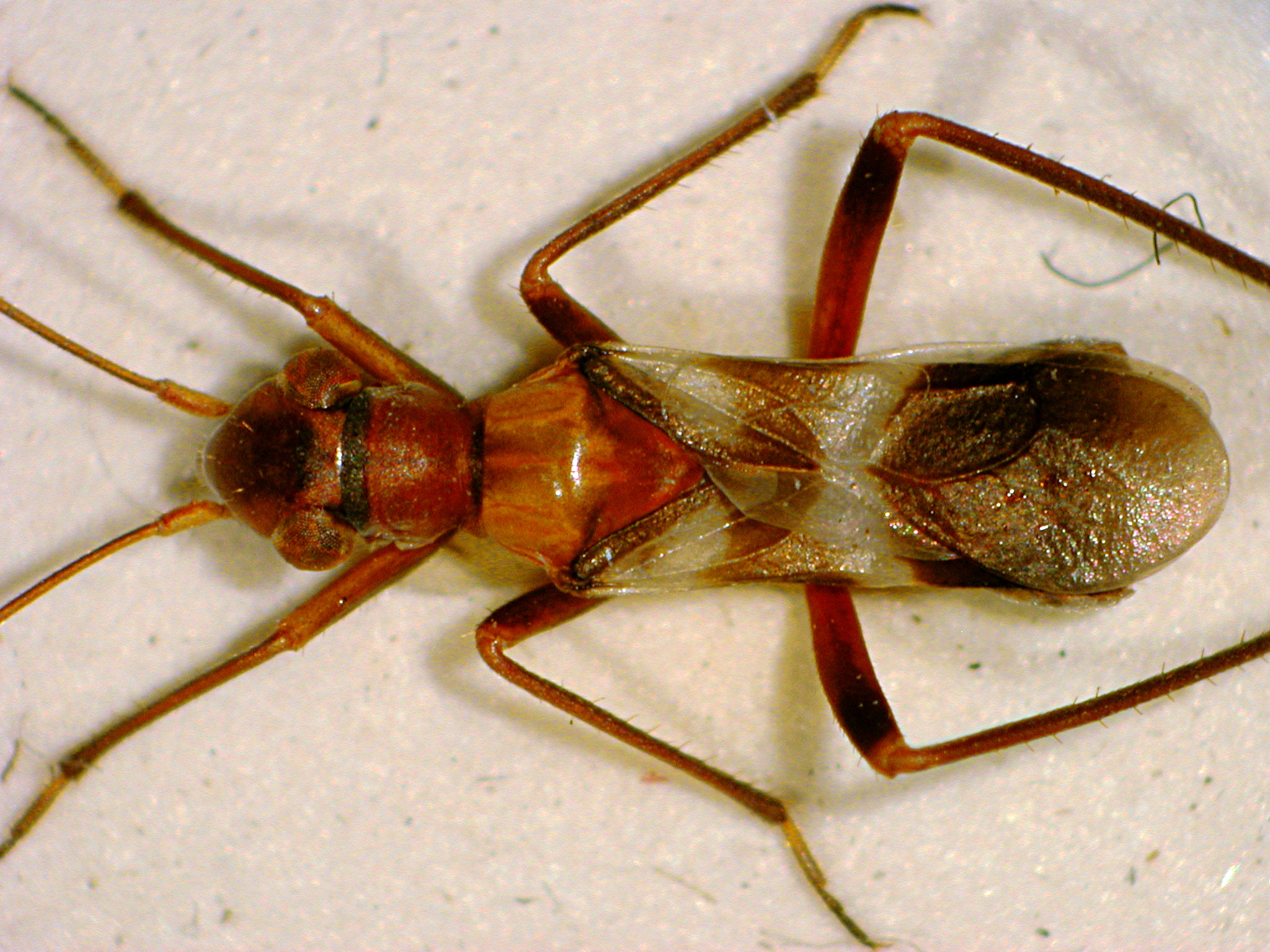
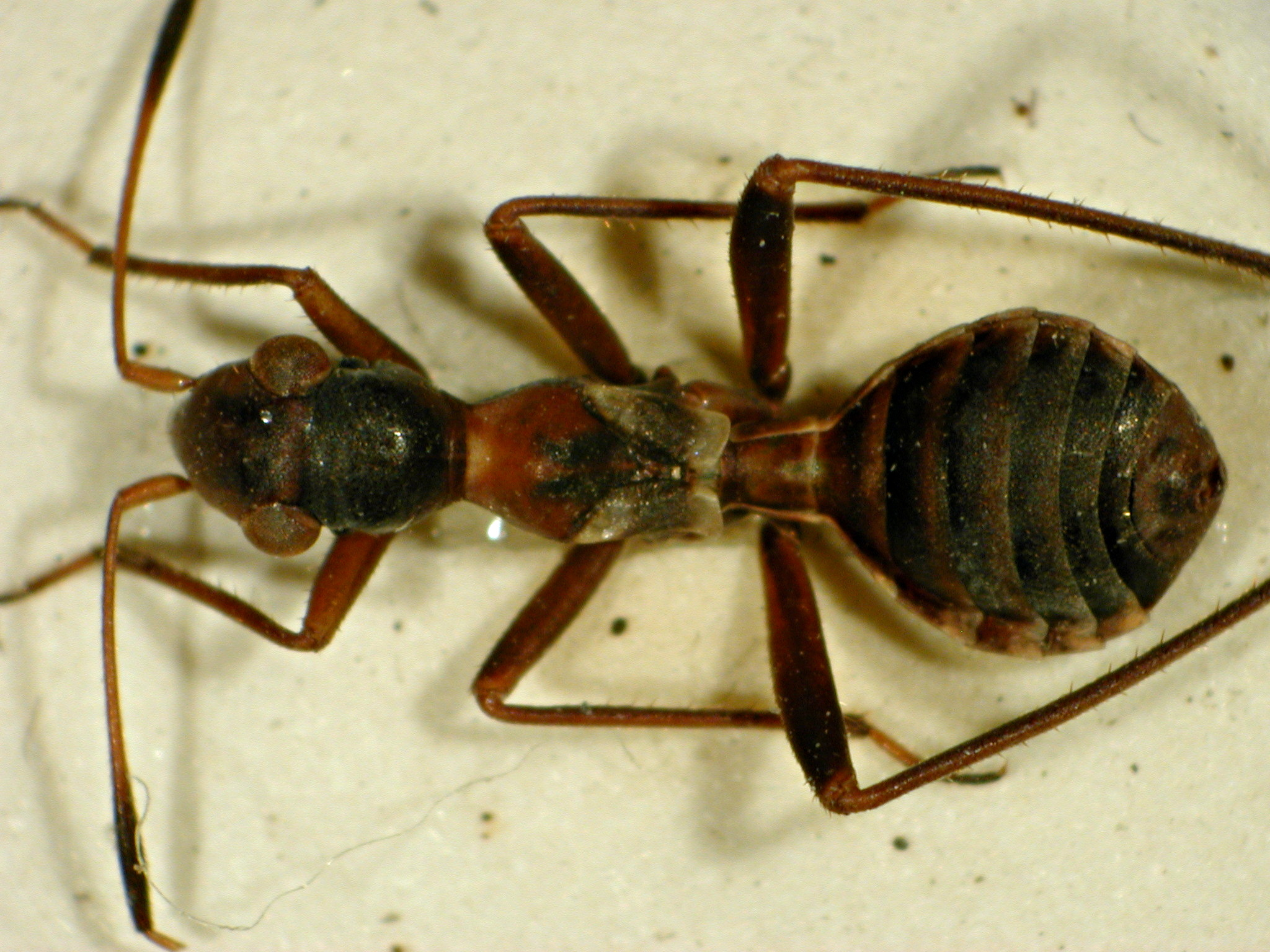
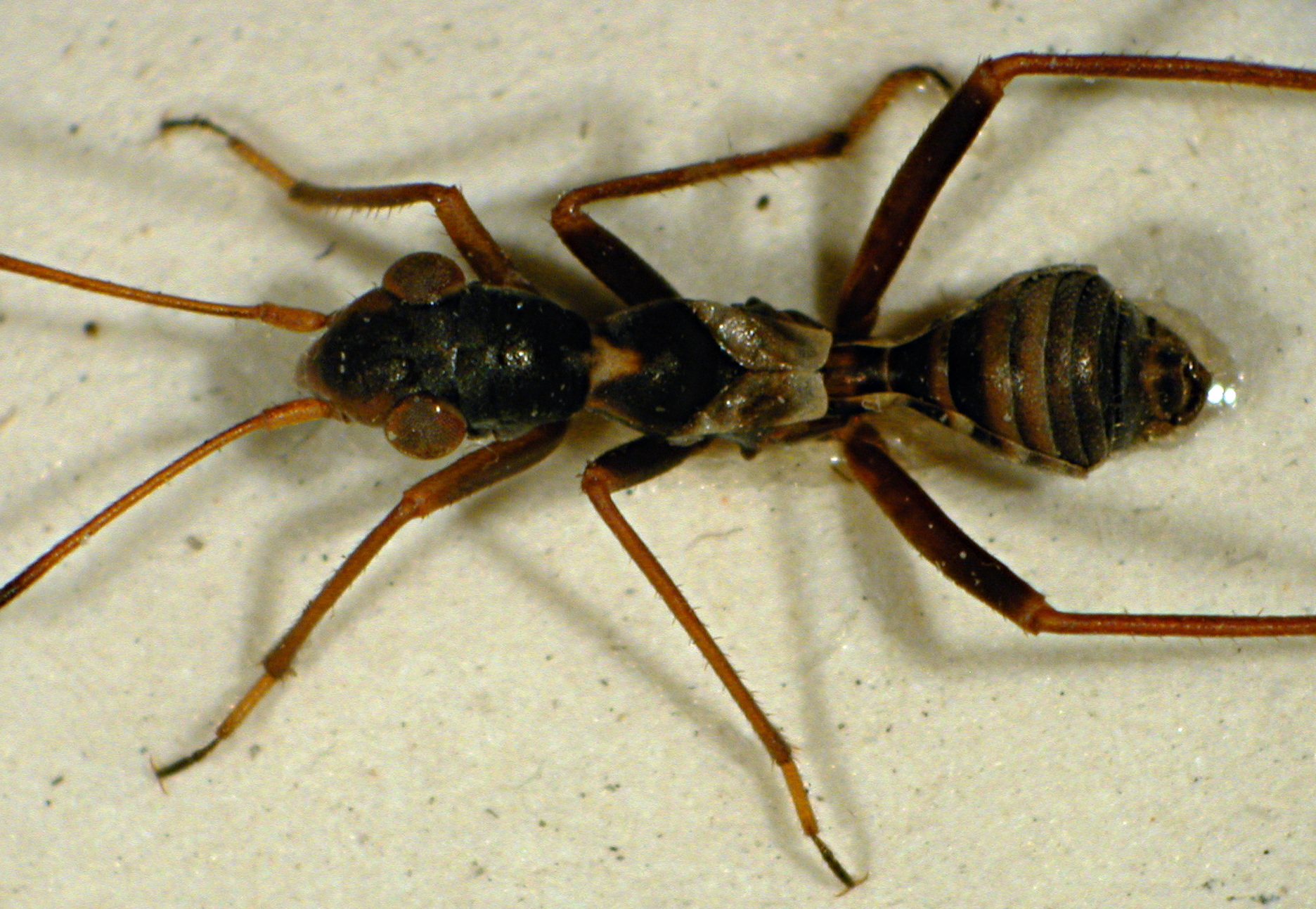